# Johannes Dietterle
Johannes Dietterle (7 août 1866 - 1er novembre 1942) est un espérantiste allemand.

## Biographie
Johannes Dietterle nait le 7 août 1866 à Chemnitz, en Allemagne, dans une fratrie de quatre enfants. La famille déménage à Dresde en 1872, où Johannes Dietterle étudie entre 1872 et 1885, de l’école primaire jusqu’au gymnasium de la Sainte-Croix. Il étudie la théologie, la philosophie, la pédagogie et les langues orientales à l’université de Leipzig et la philosophie à la faculté de Tübingen. En 1891, il obtient un doctorat en histoire, philosophie et pédagogie.
Johannes Dietterle travaille comme enseignant entre 1889 et 1893. En 1893, il abandonne l’enseignement et devient diacre de Mittweida, puis pasteur luthérien de Burkhardswalde (de) en 1896. En 1907, il déménage à Leipzig où il travaille comme enseignant